# Lebenschancen International
Lebenschancen International e. V. ist eine international tätige Entwicklungshilfeorganisation mit Sitz in Augsburg, die 1991 gegründet wurde.

## Die Organisation und ihre Ziele
Der Verein wurde von Ärzten und Sozialwissenschaftlerinnen gegründet, die in der deutschen Entwicklungshilfe oder in der Entwicklungsländer-Forschung tätig sind. Seitdem wurden Projekte in Nepal, Paraguay,
Peru, in Westafrika (Burkina Faso, Benin, Togo) und in Ostafrika (Malawi, Tansania) durchgeführt.
Ziel ist es, die Lebenschancen in den ärmsten Ländern der Welt durch Aufklärung, Gesundheitsbildung und Beratungsdienste, durch Berufsausbildung und einkommenschaffende Maßnahmen zu verbessern. Konkret geschieht dies mit dem Bau von Gesundheitszentren für Frauen und Jugendliche, mit der Finanzierung von Informationsmaßnahmen über HIV, die Abschaffung der Mädchenbeschneidung und Risikoschwangerschaften, sowie mit der Einrichtung von Kleinkreditprojekten.
Seit 1997 erhält der Verein für die Projekte mit Baumaßnahmen finanzielle Zuschüsse der deutschen Entwicklungshilfe durch das Bundesministerium für wirtschaftliche Zusammenarbeit und Entwicklung. Der Erfolg der Maßnahmen vor Ort wird durch die Deutsche Gesellschaft für Internationale Zusammenarbeit oder durch Vereinsmitglieder geprüft.